# Friedrich Meinecke

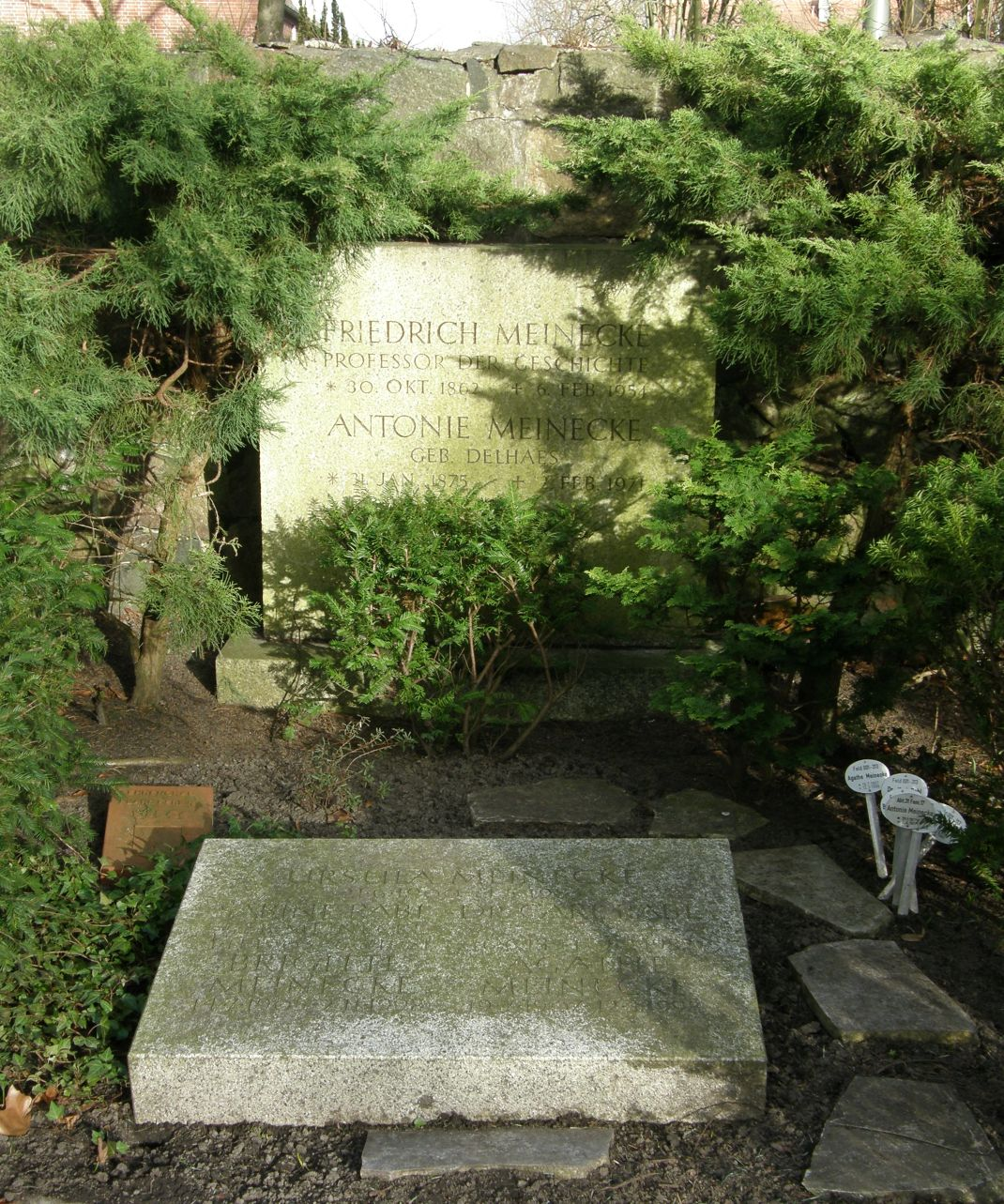
Friedrich Meinickes hedersgrav på Friedhof Dahlem i Berlin.

Friedrich Meinecke, född 20 oktober 1862 i Salzwedel, död 6 februari 1954 i Västberlin, var en tysk historiker.  
Meinecke var anställd i preussisk arkivtjänst 1887–1901, blev 1896 docent i historia i Berlin samt professor 1901 vid Strassburgs universitet, 1906 vid Freiburgs universitet och var 1914–1928 professor vid Friedrich-Wilhelms-Universität i Berlin. Han medverkade 1948 i grundandet av Freie Universität Berlin, för vilket han var rektor från 1950. Meinecke räknas ofta som en av grundarna av ämnet idéhistoria. 
Meinecke var 1896–1935 huvudredaktör för tidskriften Historische Zeitschrift och utgav tillsammans med Georg von Below från 1903 Handbuch der mittelalterlichen und neueren Geschichte. På hans 60-årsdag 1922 tillägnades honom festskriften Deutscher Staat und deutsche Parteien. Beiträge zur deutschen Partei- und Ideengeschichte. 
Meineckes historiska författarskap rör sig huvudsakligen inom 1800-talets tyska historia. Das Leben des Generalfeldmarschalls Hermann von Boyen (I–II, 1896–1899) är en biografi över generalfältmarskalken Hermann von Boyen, en av gestalterna från frihetskrigets tid. Samma tidsskede behandlar Meinecke i Die deutschen Gesellschaften und der Hoffmannsche Bund (1891) samt i översikten Das Zeitalter der deutschen Erhebung 1795–1815 (1906; andra upplagan 1913). 
Meineckes främsta arbete är hans banbrytande Weltbürgertum und Nationalstaat. Studien zur Genesis des Deutschen Nationalstaates (1908; sjunde upplagan 1928) i vilken han ger en översikt över den tyska nationalitetstankens utveckling under 1800-talet samt en skildring ur nya synpunkter rörande Preussens ställning till den moderna tyska statens tillkomst. 
Vidare kan nämnas Radowitz und die deutsche Revolution (1913) och ett antal tidskriftsuppsatser (därav ett flertal ur Historische Zeitschrift), sammanförda i samlingarna Von Stein zu Bismarck (1908; andra upplagan 1911) och Preußen und Deutschland im 19. und 20. Jahrhundert (1918). 
Bland Meineckes senare skrifter märks Die Idee der Staatsräson in der neueren Geschichte (1924) och Staat und Persönlichkeit (1933). Som nationalistisk historiker såg Meinecke en tysk expansion österut som önskvärd, och hyste under hela sitt liv öppet antisemitiska ståndpunkter. Detta ledde till att han under Tredje riket öppet stöttade det nazistiska styret, även om denna relation stundtals komplicerades av nazismens våld och råhet. Efter andra världskriget behandlade Meinecke ämnet i Die deutsche Katastrophe (1946; utgiven på svenska som Den tyska katastrofen 1947), där han tar avstånd från nazismen och beskriver den som en avvikelse från tidigare tysk historia, men samtidigt vidhåller sin antisemitism och hävdar att judarna hade sig själva att skylla för nazismens framfart och utvecklingen som ledde fram till Förintelsen.